# Фрајамт (Шварцвалд)
Фрајамт (њем. Freiamt) општина је у њемачкој савезној држави Баден-Виртемберг. Једно је од 24 општинска средишта округа Емендинген. Према процјени из 2010. у општини је живјело 4.262 становника. Посједује регионалну шифру (AGS) 8316054.

## Географски и демографски подаци
Фрајамт се налази у савезној држави Баден-Виртемберг у округу Емендинген. Општина се налази на надморској висини од 322 метра. Површина општине износи 52,9 km². У самом мјесту је, према процјени из 2010. године, живјело 4.262 становника. Просјечна густина становништва износи 81 становника/km².